# Historia postal

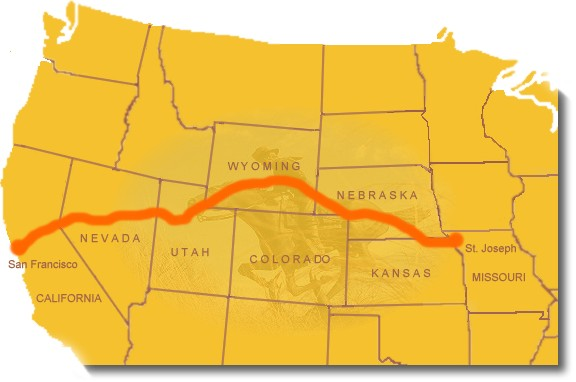
Ruta del Pony Express, imagen que es parte de la historia postal.

El término historia postal es el estudio del sistema postal y su funcionamiento como una colección de materiales relacionados que ilustran episodios históricos de los distintos sistemas de correo. El término se atribuye a Robson Lowe,  filatelista profesional que hizo el primer estudio sobre el tema organizado a finales de 1930, que describe los filatelistas como «estudiantes de la ciencia» y a los historiadores de correos como «estudiantes de la humanidad».

## Antigüedad

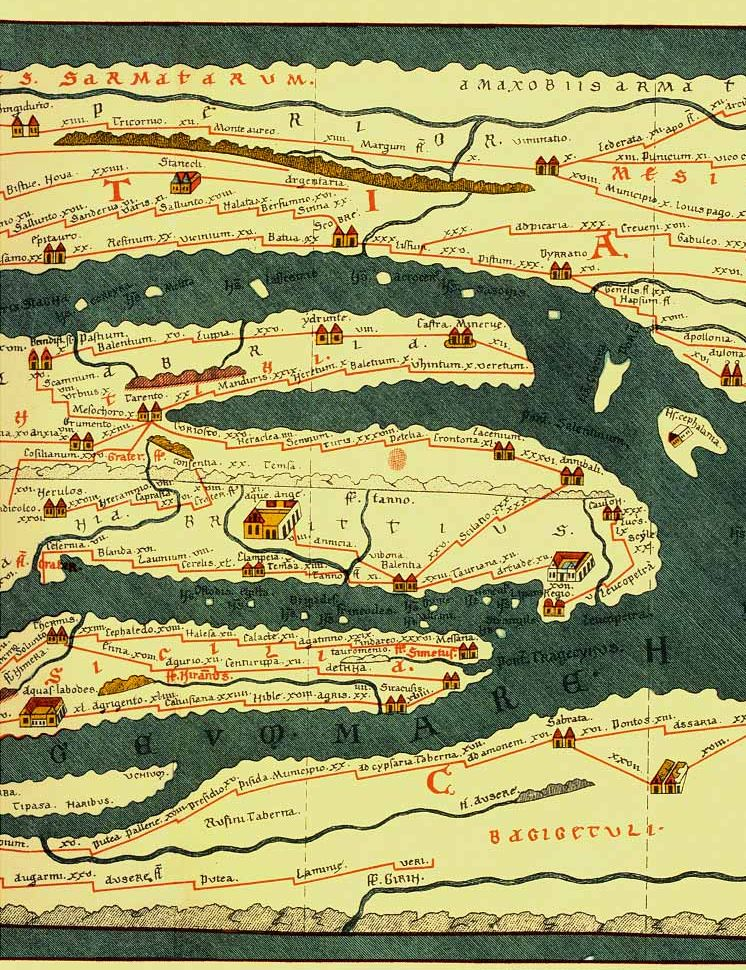
La Tabula Peutingeriana fue dibujada basada en el sistema postal de la antigua Roma

El origen del servicio de correos es muy antiguo; se tienen referencias que datan de 4000 a. C.[cita requerida] de  China, donde se utilizaban mensajeros a caballo que recibían el nombre de "Ching Pao", recorriendo los caminos, al principio con simples mensajes y más tarde con comunicados oficiales. 
El primer establecimiento de las postas del que se hace mención en la historia antigua es en Persia: Jenofonte lo atribuye al gran Ciro.
Heródoto dice que desde las orillas del mar Egeo a Susa, corte de los reyes de Persia, había ciento cinco casas de postas, cada cual distante un día de camino de la otra: uno de los nobles de primera clase entre los persas era director de este establecimiento y el mismo Darío había tenido aquel encargo antes de subir al trono; pero este sistema de comunicaciones no estaba dedicado al servicio del público, pues el único que gozaba de sus ventajas era el gobierno.
En Grecia, según se infiere de los autores de aquella nación, no había otro medio de correspondencia que una especie de verdaderos hemerodromos, célebres por su incansable andar, a quienes tanto el gobierno como los particulares pagaban para que les llevasen sus cartas.
Entre los romanos había cierto correo militar conducido por los llamados statores y ciertas casas de posta con el nombre de stationes. Bajo el gobierno de Augusto se extendió este correo a todas las provincias del imperio, al principio por mensajeros a pie y más adelante a caballo cursores, viatores, veredarii. En el código teodosiano se halla una ley que fija las distancias de las postas y el tiempo que debían gastar en ellas. Hasta entonces, los correos del gobierno echaban mano de las caballerías de cualquier individuo causando molestia y extorsión a todos.

## Edad Media
Al considerar la escasez, carestía y poca conveniencia de los materiales que en otro tiempo se requerían para escribir, no será difícil imaginar lo poco extendida que debía estar la correspondencia epistolar antes de la invención del papel. Esta no tuvo lugar en occidente hasta fines del siglo X, época en que se empezó a fabricar de trapo de algodón. A este motivo debe sin duda atribuirse que no prosperase y se extendiese el sistema de comunicaciones que sabemos estableció el gran talento de Carlomagno en el vasto imperio que había conquistado, por las ventajas que con fundamento prometía esta medida. Así es que la Universidad de París fue la única que, desde aquella época hasta mediados del siglo X, tuvo en Europa algún sistema ordenado de comunicaciones.
Es un hecho bastante curioso que el primer sistema de esta naturaleza a beneficio del público, se originase en la referida universidad. La multitud de estudiantes que de todas partes iban a cursar sus escuelas, hacía que fuese indispensable hallar medio de que se comunicasen con sus familias. Para esto se establecieron mensajeros a pie que, según parece, estaban matriculados y se hallan en los libros de aquella universidad bajo el título de mensajeros volantes, nuntii volantes. 
En 1166 el barcelonés Bernat Marcús montó un servicio de correos por Europa para la gente de fuera de las cortes reales (básicamente la incipiente burguesía comercial), estandarizado precios y rutas, siendo la primera red de estas características.
Si atendemos a lo practicado por los bárbaros fuera de Europa, nos admirará la presteza con que sus correos atravesaban distancias enormes en servicio del gobierno. Marco Polo cuenta que el Khan de los tártaros había establecido tal sistema de postas que, por medio de casas situadas a cortas distancias y postillones, siempre con el pie en el estribo, las órdenes caminaban a razón de doscientas cincuenta millas al día. La verdad de esta noticia se confirma por la relación de Clavijo, embajador de Enrique III al gran Tamerlan.
En 1344 Pedro el Ceremonioso instituyó en sus ordenanzas que hubiera 20  correos para llevar sus cartas.
La universidad de París gozó por mucho tiempo de las ventajas de su sistema de comunicaciones, del que tanto el gobierno como los particulares se valían para su correspondencia. Luis XI fue el que organizó en 1464 las postas de Francia por el edicto de Dourlens, aprovechándose de las postas y conductores de la universidad de París en todas las provincias del reino generalizó en favor de los habitantes el servicio que aquella había planteado en beneficio de las familias de los estudiantes.
Francisco de Tassis estableció correos a su costa en Alemania y el emperador Maximiliano I, a finales del siglo XV, le confirió a él y a sus herederos el encargo de director general de correos que se extendería a España en el siglo XVI. Las memorias de Brandemburgo refieren que hasta la época de Federico Guillermo, que murió en el año de 1688, el uso de las postas era desconocido en aquel país y que este príncipe las estableció desde Eymerich en Westfalia, hasta Memel en Prusia.
En Inglaterra data su establecimiento del año 1483, con un ulterior establecimiento de postas en el interregno o gobierno de Cromwell, cuyo sistema fue seguido y aprobado por Carlos II, mediante un acta del parlamento dada en 1672, año duodécimo de su reinado.
En Turquía se estableció un sistema de postas en 1740 
.
En el siglo XIX con el establecimiento de ferrocarriles y de las empresas particulares de coches y diligencias desapareció este servicio.

## Historia postal de Latinoamérica
Los historiadores de la conquista de México explican el modo ingenioso con que Motezuma era prontamente sabedor de los movimientos, fuerzas, buques, trajes y aun palabras de Hernán Cortés y de su ejército pero, sobre todo, es importantísima la noticia que el erudito Campomanes extracta de los comentarios del Inca Garcilaso de la Vega e inserta en su itinerario, que por curiosidad se copia a continuación.
Los reyes Incas del Perú tenían establecidos, largo tiempo antes de conquistar este país los españoles, correos en posta tan diligentes, que en casos repentinos por medio de fuegos hacían pasar las noticias de 500 a 600 leguas en el espacio de dos o tres horas.
El Inca Garcilaso (Com. Real del Perú, lib. 6. cap. VII), trae a la larga el uso de estos correos llamados chasquis de la palabra chasqui, que significa en lengua peruana trocar o dar y tomar porque trocaban, daban y tomaban de uno en otro los recados que llevaban. El recaudo o mensaje que los chasquis llevaban era de palabra, porque los indios del Perú no supieron escribir y que otros recaudos llevaban no de palabra, sino por nudos dados en diferentes hilos de diversos colores que iban puestos por su orden; mas no siempre de una misma orden, sino unas veces antepuesto el un color al otro, y otras veces trocados al «revés. Esta manera de recaudos eran cifras, por las cuales se entendían el Inca y sus gobernadores para lo que habían de hacer; y los nudos y los colores de los hilos significaban el número de gente, armas, vestidos o bastimentos o cualquiera otra cosa que se hubiere de hacer, enviar o aprestar. A estos hilos anudados llamaban los indios quipu, que quiere decir anudar y nudo.
La forma con que se remudaban estos correos o chasquis es parecida a las postas posteriores. Chasqui llamaban (dice el Inca Garcilaso) los correos que había puestos por los caminos para llevar con brevedad los mandatos del Rey y traer las nuevas y avisos que por sus reinos y provincias, lejos o cerca, hubiese de importancia. Para lo cual tenían a cada cuarto de legua cuatro o seis indios mozos y ligeros, los cuales estaban en dos chozas para repararse de las inclemencias del cielo. Llevaban los recaudos por su vez, ya los de una choza, ya los de la otra. Los unos miraban a una parte del camino y los otros a otra, para descubrir los mensajeros antes que llegasen a ellos y apercebirse para tomar el recaudo, porque no se perdiese tiempo alguno. Para esto, ponían siempre las chozas en alto y también las ponían de manera que se viesen las unas a las otras. Estaban a cuarto de legua porque decían que aquello era lo que un indio podía correr con ligereza y aliento sin cansarse. Como el erario de los incas no podía costear un número tan prodigioso de correos apostados en cada cuarto de legua, refiere el mismo Garcilaso, lib. 5 cap. XVI, que entre las cargas concejiles se reputaba la de ser chasqui o correo, como asimismo el reparo de los puentes, allanar y empedrar los caminos.